# Rambla de La Atalaya de Mazarrón
La Rambla de La Atalaya es un río seco y también un pequeño cono volcánico achatado, en el municipio de Mazarrón, en la Región de Murcia. Se sitúa en la desembocadura de dicha rambla en el reventón de Moreras. Se conserva media parte de su cráter. Dista de la capital municipal a unos 3 kilómetros. Sus coordenadas son: 37.601044° -1.347592°